# Ulster Hall
Ulster Hall – hala koncertowa mieszcząca się w Belfaście w Irlandii Północnej. Posiada klasę A zabytków Wielkiej Brytanii. Obiekt usytuowany jest na ulicy Bedford Street, mieszczącej się w centrum miasta. Odbywają się tu koncerty muzyki rozrywkowej, muzyki poważnej, spotkania polityczne, targi oraz konferencje. Pomimo otwarcia w mieście większych obiektów, takich jak Waterfront Hall czy Odyssey Arena, Ulster Hall uchodzi za jedno z popularniejszych miejsc kulturowych na terenie Belfastu. Pojemność wynosi 1000 miejsc w pozycji siedzącej i 1850 w stojącej. 

## Historia

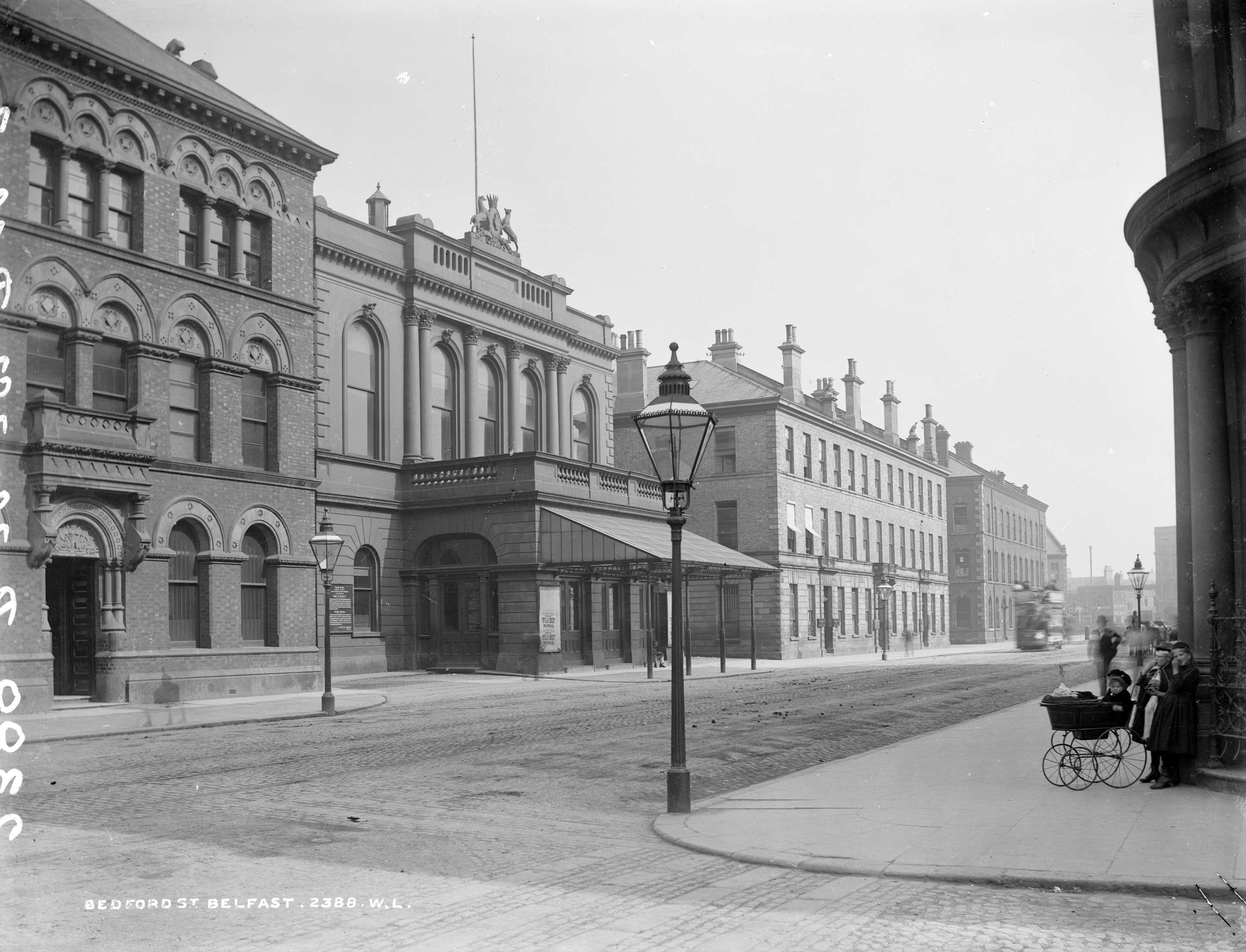
Ulster Hall i ulica Bedford Street, ok. 1890 roku

Obiekt został zbudowany w 1859 i otwarty w dniu 12 maja 1862. Zaprojektowany został przez architekta Williama J. Barre’a (odpowiedzialnego za wieżę zegarową Albert Memorial Clock). W 1902 hala została zakupiona przez Belfast City Council (wówczas używaną nazwą było Belfast Corporation) za kwotę 13,500 funtów i udostępniona dla lokalnej społeczności. W trakcie II wojny światowej, obiekt pełnił funkcję sali tanecznej, w której przebywali amerykańscy żołnierze, stacjonujący w Irlandii Północnej. Hala dysponuje klasycznymi angielskimi organami. Swą nazwę – Mullholland, zawdzięczają byłemu burmistrzowi miasta Andrew Mulholland’owi, który podarował je hali w 1860. 
Organy zostały wykonane przez William Hill & Son. W 1902 Belfast City Council zleciło miejscowemu artyście Josephowi W. Carey’owi wykonanie na płótnie trzynastu scen z historii miasta. Przedstawiają one samo miasto jak i jego okolice.  
W dniu otwarcia, 12 maja 1862, The News Letter, północnoirlandzka gazeta napisała:

Bezkonkurencyjna, jako budowla dla produkcji utworów muzycznych...Sala jest wielkim sukcesem, a publiczność może czuć, nie mniejszą niż właściciele, ogromną satysfakcję.

Od momentu otwarcia, hala pełniła również ważną funkcję, w różnego rodzaju spotkaniach i zgromadzeniach na szczeblu politycznym. W 1886 i na początku lat 20. brytyjski arystokrata Randolph Spencer Churchill i sir Edward Carson wezwali w Ulster Hall opozycję do ruchu Irish Home Rule movement. 
W roku 2007 placówka przeszła gruntowny remont, zainicjowany przez Consarc Design Group, pod kierunkiem architekta Dawsona Stelfoxa. Głównym celem przebudowy było przywrócenie miejsc z powrotem do pierwotnego stanu, a także modernizacja obiektów budowlanych i zapewnienie łatwiejszego dostępu dla osób niepełnosprawnych. Łączny koszt renowacji wyniósł 8,5 mln funtów i obejmował między innymi:
- instalację nowych siedzeń na parterze
- instalację nowych systemów dźwiękowych o wysokiej specyfikacji, ogrzewanie, oświetlenie i klimatyzacja
- instalację nowego dachu i podłogi
- modernizację toalet
- nowe obiekty biurowe
- utworzenie baru i kawiarni
- nowy wyświetlacz, przedstawiający historię hali
- przywrócenie obrazów Josepha W. Carey’a

Remont został przeprowadzony przez Graham Building Contractors i był współfinansowany przez Belfast City Council, Wydział Kultury, Sztuki i Wypoczynku, Heritage Lottery Fund oraz Arts Council of Northern Ireland. Hala została ponownie otwarta w dniu 6 marca 2009. 

## Występy

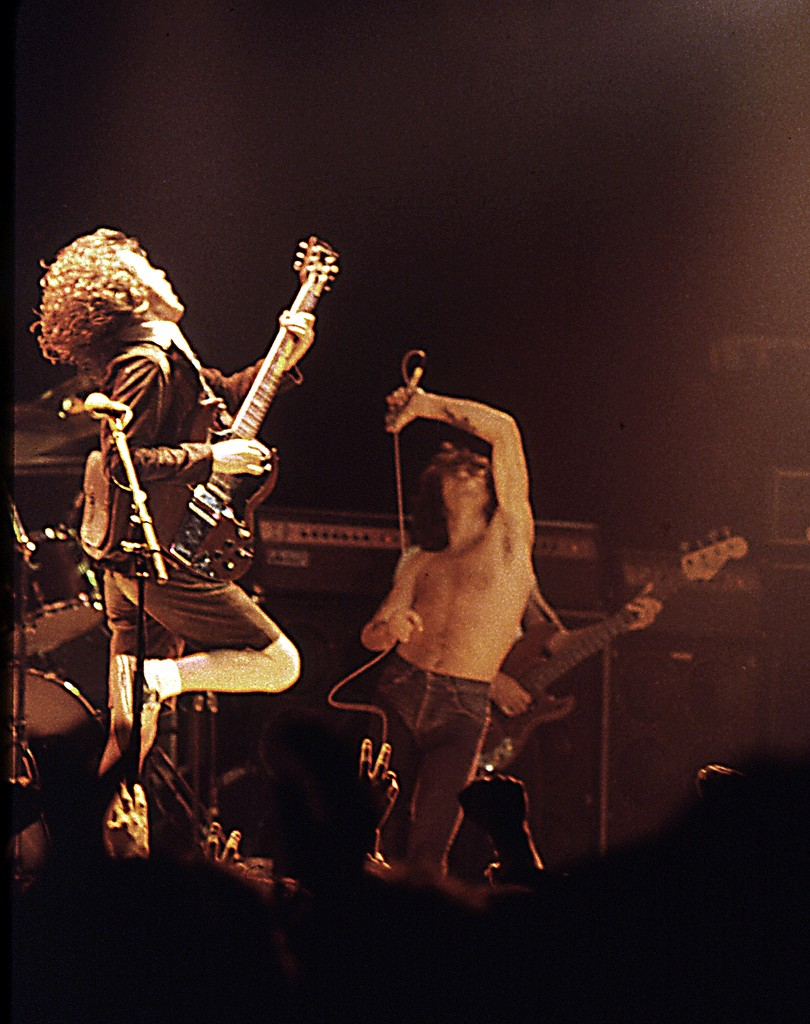
Zespół AC/DC w Ulster Hall, 1979

Na przestrzeni lat, hala Ulster Hall gościła dużą ilość aktorów, śpiewaków operowych oraz wykonawców muzycznych. Swoje odczyty miał tutaj angielski powieściopisarz Charles Dickens. Grupa Led Zeppelin po raz pierwszy na żywo wykonała utwór „Stairway to Heaven” właśnie w Ulster Hall 5 marca 1971 w ramach Led Zeppelin United Kingdom Tour Spring 1971. W 2011 odbyła się tu gala MTV Europe Music Awards 2011. Od 2009 swoją siedzibę ma tutaj także Ulster Orchestra. 
Ponadto swoje koncerty dawali tu między innymi: The Rolling Stones, Cream, The Who, Fleetwood Mac, Jethro Tull, Pink Floyd, Yes, Led Zeppelin, Roy Orbison, Thin Lizzy, Phil Lynott, Ramones, AC/DC, UFO, Duran Duran, Motörhead, U2, The Cure, Budgie, Def Leppard, Depeche Mode, Michael Schenker, Whitesnake, Gary Moore, Anthrax, Metallica, Slayer, Johnny Cash, Meat Loaf, Faith No More, Queensrÿche, Status Quo, Judas Priest, Pantera, Extreme, Sepultura, Red Hot Chili Peppers, Megadeth, Alice in Chains, Rage Against the Machine, Paradise Lost, Tori Amos, Machine Head, Corrosion of Conformity, Bush, Green Day, Placebo, Morrissey, Coldplay, Muse, The Prodigy, Diamond Head, Arctic Monkeys, Trivium, The Answer, Rob Zombie, Robert Plant.